# 톰과 제리: 눈사람 나라
《톰과 제리: 눈사람 나라》(Tom and Jerry: Snowman's Land)은 2022년에 공개된 미국의 비디오 영화이다. 카우보이 업 이후 톰과 제리 시리즈의 17번째 영화.

## 목소리 배역
- 리차드 단하클 - 톰, 제리
- 카트 수시에 - 터피
- 케빈 마이클 리차드슨 - 래리
- 라레인 뉴먼 - 부인. 르빠쥬
- 카를로스 알라즈라키 - 플로이드
- 스티븐 스탠튼 - 박사. 더블베이, 번개
- 킴벌리 브룩스 - Little girl, 눈 경찰
- 조이 도우리아 - 부치
- 레지 데이비스 - 스노우 시장
- 릭 지에프 - 미트헤드, 내레이터
- 매튜 윌슨 - Man 1, Additional voices
- 줄리 푸쉬 - Woman 3, Additional voices